# سیارک ۱۷۰۵
سیارک ۱۷۰۵ (به انگلیسی: 1705 Tapio، نامگذاری:1941SL1) هزار و هفتصد و پنجمین سیارک کشف شده‌است که در ۲۶ سپتامبر ۱۹۴۱ کشف شد.
قدر مطلق سیارک برابر ۱۲٫۸۰ است.